# Зимний чемпионат России по плаванию 2009
Зимний чемпионат России по плаванию 2009 года прошёл с 7 по 11 февраля в Санкт-Петербурге в бассейне «Центр плавания» (25 м).

## Призёры

### Мужчины

#### 50 м, вольный стиль
Евгений Лагунов (Санкт-Петербург-1 — Архангельская область) — 21,61

 Андрей Гречин (Санкт-Петербург-1 — Алтайский край) — 21,83

 Александр Сухоруков (Санкт-Петербург-1 — Коми) — 21,89

#### 100 м, вольный стиль
Александр Сухоруков (Санкт-Петербург-1 — Коми) — 47,29

 Евгений Лагунов (Санкт-Петербург-1 — Архангельская область) — 47,44

 Андрей Гречин (Санкт-Петербург-1 — Алтайский край) — 47,73

#### 200 м, вольный стиль
Александр Сухоруков (Санкт-Петербург-1 — Коми) — 01:44,13

 Никита Лобинцев (Самарская область — Свердловская область) — 01:44,23

 Евгений Лагунов (Санкт-Петербург-1 — Архангельская область) — 01:45,30

#### 400 м, вольный стиль
Никита Лобинцев (Самарская область — Свердловская область) — 03:41,01

 Михаил Полищук (Москва-1) — 03:45,31

 Александр Селин (Москва-1) — 03:45,45

#### 1500 м, вольный стиль
Виталий Романович (Волгоградская область) — 14:43,77

 Владимир Дятчин (Липецкая область) — 14:52,25

 Артём Подьяков (Липецкая область) — 14:57,43

#### 50 м на спине
Сергей Маков Омская область) — 24,15

 Виталий Борисов (Пензенская область) — 24,60

 Виталий Мельников (Москва-1) — 24,61

#### 100 м на спине
Станислав Донец (Ульяновская область — Самарская область) — 50,78

 Евгений Алешин Нижегородская область) — 51,45

 Антон Бутымов (Саратовская область) — 52,52

#### 200 м на спине
Евгений Алешин Нижегородская область) — 01:51,09

 Александр Тарабрин (Волгоградская область) — 01:52,60

 Артём Дубовской (Ростовская область) — 01:53,78

#### 50 м, брасс
Станислав Лахтюхов (Москва) — 1 27,35

 Сергей Гейбель Новосибирская область) — 27,52

 Григорий Фалько (Санкт-Петербург-1) — 27,74

#### 100 м, брасс
Станислав Лахтюхов (Москва) — 1 58,69

 Григорий Фалько (Санкт-Петербург-1) — 59,36

 Сергей Гейбель Новосибирская область) — 59,38

#### 200 м, брасс
Станислав Лахтюхов (Москва) — 1 02:05,54, РР 

 Сергей Герасимов Новосибирская область) — 02:08,08

 Александр Овчинников (Москва) — 1 02:08,53

#### 50 м, баттерфляй
Николай Скворцов (Калужская область — Пензенская область) — 23,28

 Александр Калужский (Москва) — 1 23,36

 Игорь Марченко (Санкт-Петербург-1) — 23,45

#### 100 м, баттерфляй
Николай Скворцов (Калужская область — Пензенская область) — 50,82

 Игорь Марченко (Санкт-Петербург-1) — 51,29

 Александр Калужский (Москва) — 1 52,09

#### 200 м, баттерфляй
Николай Скворцов (Калужская область — Пензенская область) — 01:50,53, РМ

 Сергей Иванов (Самарская область 01:57,72

 Александр Калужский (Москва) — 1 01:57,83

#### 100 м, комплексное плавание
Иван Удалов (Санкт-Петербург-1) — 54,47

 Дмитрий Каленов (Пензенская область) — 54,49

 Дмитрий Жилин (Белгородская область) — 54,75

#### 200 м, комплексное плавание
Александр Тихонов (Челябинская область) — 01:58,05

 Сергей Фесиков (Пензенская область — Ярославская область) — 01:58,17

 Андрей Крылов (Москва) — 1 01:58,39

#### 400 м, комплексное плавание
Александр Тихонов (Челябинская область) — 04:08,07

 Андрей Крылов (Москва-1) — 04:08,12

 Илья Воловник (Коми) 04:14,99

#### Эстафета 4 × 100 м, вольный стиль
Санкт-Петербург-1 (Андрей Капралов, Андрей Гречин, Александр Сухоруков, Евгений Лагунов) — 3:09,95, РР 

 Москва-1 (Борис Тиматков, Юрий Задворный, Михаил Полищук, Антон Степанов) — 03:15,70

 Самарская область (Никита Лобинцев, Юрий Прилуков, Антон Назаров, Сергей Иванов) — 3:17,10

#### Эстафета 4 × 200 м, вольный стиль
Санкт-Петербург-1 (Илья Ларин, Александр Сухоруков, Андрей Гречин, Евгений Лагунов) — 07:01,07, РР 

 Москва-1 Михаил Полищук, Борис Тиматков, Александр Селин, Артём Лобузов) — 07:03,50

 Самарская область (Юрий Прилуков, Никита Лобинцев, Антон Назаров, Сергей Иванов) — 7:08,73

#### Комбинированная эстафета 4 × 100 м
Москва-1 (Виталий Мельников, Станислав Лахтюхов, Александр Калужский, Борис Тиматков) — 03:31,28

 Санкт-Петербург-1 (Иван Удалов, Григорий Фалько, Игорь Марченко, Андрей Гречин) — 03:32,40

 Пензенская область (Виталий Борисов, Михаил Ермолаев, Дмитрий Каленов, Александр Васильев) — 03:36,76

### Женщины

#### 50 м, вольный стиль
Светлана Федулова (Санкт-Петербург-1) — 24,67

 Анастасия Аксенова (Пензенская область) — 24,89

 Елена Римская (Омская область) — 25,46

#### 100 м, вольный стиль
Анастасия Аксенова (Пензенская область) — 53,81

 Дарья Белякина (Рязанская область) — 54,15

 Кира Володина (Ульяновская область) — 55,32

#### 200 м, вольный стиль
Дарья Белякина (Рязанская область) — 01:56,25

 Виктория Малютина (Пензенская область) — 01:58,55

 Виктория Андреева (Санкт-Петербург-1) — 02:00,32

#### 400 м, вольный стиль
Елена Соколова (Москва-1) — 04:05,77

 Вероника Попова (Санкт-Петербург-1) — 04:11,48

 Екатерина Селиверстова (Москва-1) — 04:12,05

#### 800 м, вольный стиль
Елена Соколова (Москва-1) — 08:30,12

 Екатерина Селиверстова (Москва-1) — 08:32,55

 Мария Булахова (Волгоградская область) — 08:39,74

#### 50 м на спине
Ксения Москвина (ЯНАО) — 27,06, РР 

 Анастасия Зуева (Пензенская область) — 27,24

 Мария Громова (Москва-1) — 28,36

#### 100 м на спине
Ксения Москвина (ЯНАО) — 57,99

 Мария Громова (Москва-1) — 59,66

 Юлия Петрович Новосибирская область) — 01:01,97

#### 200 м на спине
Мария Громова (Москва) — 1 02:07,57

 Ольга Семенова (ХМАО — Югра) — 02:12,59

 Светлана Шалагина (Свердловская область) — 02:13,17

#### 50 м, брасс
Валентина Артемьева Новосибирская область) — 30,07

 Дарья Деева (Свердловская область) — 30,80

 Агата Волощук Омская область) — 31,34

#### 100 м, брасс
Валентина Артемьева Новосибирская область) — 01:05,91

 Дарья Деева (Свердловская область) — 01:06,22

 Ольга Детенюк (Волгоградская область) — 01:07,43

#### 200 м, брасс
Ольга Детенюк (Волгоградская область) — 02:23,11

 Валентина Артемьева Новосибирская область) — 02:24,18

 Екатерина Баклакова Пермский 02:24,79

#### 50 м, баттерфляй
Валентина Артемьева Новосибирская область) — 26,23, РР

 Ольга Ключникова (Пензенская область) — 26,35

 Василиса Владыкина Омская область) — 26,49

#### 100 м, баттерфляй
Ольга Ключникова (Пензенская область) — 58,20

 Ирина Беспалова (Санкт-Петербург-1) — 58,32 (рекорд России в предварительном заплыве 57,97)

 Мария Уголькова (Москва) — 1 58,91

#### 200 м, баттерфляй
Анна Киселева (ХМАО — Югра) — 02:08,9, РР 

 Наталья Сутягина (Пензенская область) — 02:10,02

 Вероника Попова (Санкт-Петербург-1) — 02:11,11

#### 100 м, комплексное плавание
Ольга Ключникова (Пензенская область) — 01:00,68

 Дарья Белякина (Рязанская область) — 01:00,82

 Валентина Артемьева Новосибирская область) — 01:01,37

#### 200 м, комплексное плавание
Дарья Белякина (Рязанская область) — 02:10,75

 Виктория Малютина (Пензенская область) — 02:12,81

 Светлана Карпеева (ХМАО — Югра) — 02:12,84

#### 400 м, комплексное плавание
Яна Мартынова (Татарстан) — 04:35,76

 Анна Маркова (Москва) — 1 04:41,13

 Светлана Карпеева (ХМАО — Югра) — 04:41,16

#### Эстафета 4 × 100 м, вольный стиль
Москва-1 (Мария Уголькова), Мария Громова, Анастасия Балдина, Елена Соколова) — 03:43,7

 Омская область (Агата Волощук, Екатерина Боровикова, Елена Римская, Василиса Владыкина) — 03:44,2

 ХМАО — Югра (Анна Киселёва, Валентина Глазунова, Наталья Миселимян, Нина Сарафанова) — 03:44,5

#### Эстафета 4 × 200 м, вольный стиль
Москва-1 (Екатерина Селиверстова, Анна Маркова, Мария Уголькова, Елена Соколова) — 08:06,1

 Омская область (Татьяна Пономаренко, Агата Волощук, Елена Римская, Василиса Владыкина) — 08:06,1

 Санкт-Петербург-1 (Виктория Андреева, Ольга Шульгина, Ирина Беспалова, Валентина Запатрина) — 08:10,5

#### Комбинированная эстафета 4 × 100 м
Москва-1 (Мария Громова, Анастасия Чаун, Мария Уголькова, Елена Соколова) — 04:02,7

 Пензенская область (Анастасия Зуева, Екатерина Уйменова, Ольга Ключникова, Анастасия Аксенова) — 04:02,8

 Санкт-Петербург-1 (Алёна Голубева, Анна Кузьмичёва, Ирина Беспалова, Светлана Федулова) — 04:04,5